# 921大地震

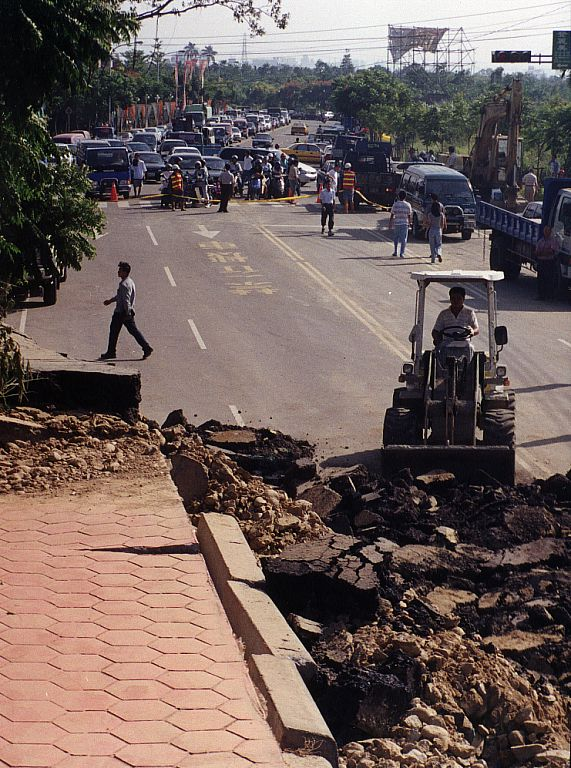
地震による地すべりで大きくずれ寸断された道路

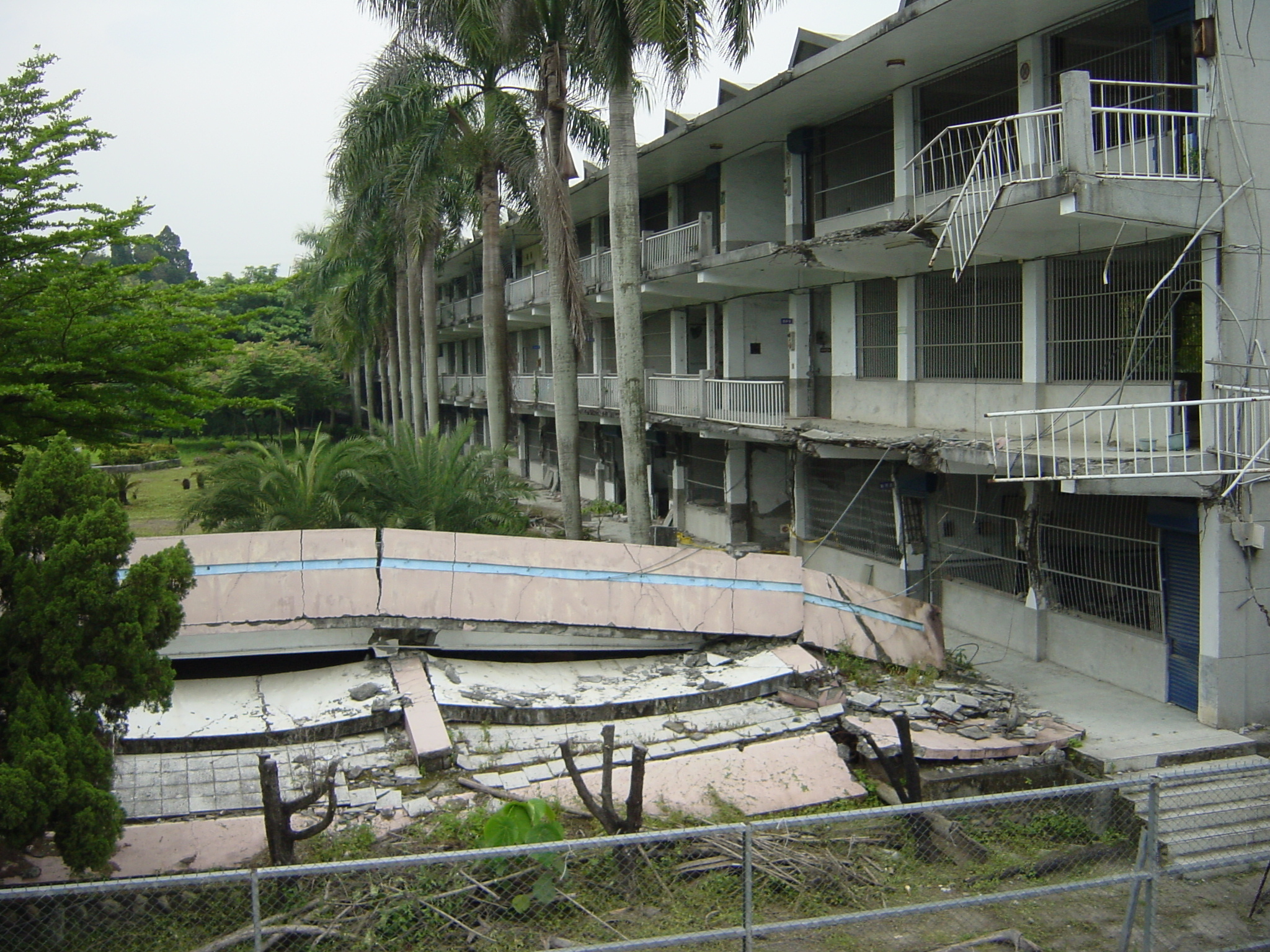
台中市霧峰区(台中県霧峰鄉)の921地震教育園区では、一部が崩れた学校の校舎が保存されている

921大地震（きゅうにいちおおじしん/-だいじしん）は、1999年（民国88年）9月21日1時47分18秒（台湾標準時。日本標準時：同日2時47分18秒、協定世界時：20日17時47分18秒）に、台湾中部の南投県集集鎮付近を震源として発生したモーメントマグニチュード（Mw）7.6（USGS）の地震。

## 名称について
台湾大地震、集集大地震、台湾中部大地震、921集集大地震、台湾大震災、集集大震災、台湾中部大震災などと呼ばれ、台湾では20世紀で一番大きな地震であった。

## 本震
1999年（民国88年）9月21日午前1時47分18秒（台湾標準時/TST）、南投県集集鎮付近を震源として発生した。

### 各地の震度
地震により、台湾島の全域で揺れを感じた。当時の台湾では1996年以前の気象庁震度階級のうち、震度7がない階級を採用していた。各地の震度は下表のとおりで、全域で少なくとも震度3以上、集集鎮では震度7相当だったと推定される。
日本国内では沖縄県与那国町祖納、竹富町西表で気象庁震度階級で震度2を観測した。
| 震度      | 観測地域                                 |
| --------- | ---------------------------------------- |
| 震度7相当 | 集集鎮                                   |
| 震度6     | 南投県名間郷、台中市                     |
| 震度5     | 新竹県竹北、台南県永康、嘉義市、宜蘭市   |
| 震度4     | 台北市、高雄市、台東市、澎湖県馬公市など |

### メカニズム
この地震は、台湾のほぼ中央部で起きた。台湾はユーラシアプレートとフィリピン海プレートの衝突によって東西方向に圧縮され、そのおかげで南北に長い台湾山脈が形成されているが、台湾で起こる地震はこの運動に起因する。
台湾の地下では、海洋プレートであるフィリピン海プレートの下にユーラシアプレートが沈み込んでいる。ユーラシアプレートは日本付近を含む大部分で、厚く比重の小さい大陸プレートであるが、南シナ海では薄く比重の大きい海洋プレートに変質している。このため、日本の南海トラフや琉球海溝などとは沈み込み方が逆になっている。
プレートテクトニクスに基づく研究によれば、台湾はもともと、現在フィリピン西部にあるマニラ海溝の一部であった。マニラ海溝は数千万年前には現在よりも東にあり、フィリピン海プレートの下にユーラシアプレートの薄い部分が沈み込んでいた。沈み込みによってフィリピン海プレートと海溝は次第に西に移動し、約400万年前ごろに北端部分が中国大陸の厚い地殻にぶつかり始めた。これによって、浅瀬の大陸棚であった所に付加体が付いて隆起し、次第に台湾島ができたと考えられている。
2つのプレートの境界面は、台湾を東に行くほど深くなっている。台湾西部では、地殻がユーラシアプレートに張り付いているため、実質的には台湾東部の台東地溝が2つのプレートの境界であり、最も活動が活発である。しかし、台湾西部のプレート境界面にも圧縮力がかかるため、これを解消しようとする断層が地表にまで伸び、時々地震を起こしている。今回の地震はこの地表にまで伸びた断層で起きた。
断層の名前は車籠埔断層（Chelungpu）で、今回の地震でずれた方向（北西）は、2つのプレートの移動方向とほぼ同じ（5°違い）であった。これは、この断層が2つのプレートの境界のずれる運動を忠実に再現していることを意味する。つまり、今回の地震は2つのプレートの境界で起きたプレート境界型地震の性質が強い。しかし、内陸地殻内地震の性質も多少帯びており、純粋にどれかに分類できるものではないと考えられる。地下部分でプレート境界型地震、地表付近では内陸地殻内地震の性質が強い。
地表の最大加速度は南投県日月潭で観測された。
台湾は過去にも大きな地震が発生しているが、特に1935年の新竹・台中地震（M7.1、死者3276人）、1941年の中埔地震（M7.0〜7.1、死者357人）、1964年の白河大地震（M7.0、死者106人）が知られている。

## 余震
9月22日8時14分（TST）、9月26日7時52分（TST）に、それぞれマグニチュード6.8の余震が生じた。
- M6.0以上の余震:
  - 9月21日の1時57分M6.4、2時3分M6.6、2時16分M6.7、5時46分M6.6。
  - 9月22日の8時49分M6.2、午後8時17分M6.0[11]。
  - 2000年6月11日の2時23分M6.7[13]。

## 被害
- 死者：2,415人
- 負傷者：11,305人
- 行方不明者：29人（台湾行政当局の発表）

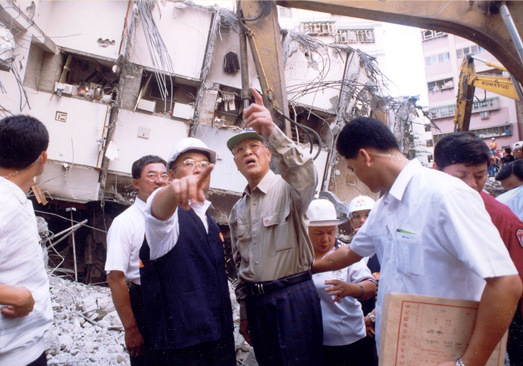
被害地域を視察する李登輝総統

特に被害が甚大だったのは震源の南投県と、南投県に隣接する台中県だが、震源から比較的離れた台北市と台北県でもビルが倒壊し多くの死傷者が出た。台湾鉄路の集集駅駅舎は倒壊（2001年に修復再建された）。断層の東部で建物の被害が大きく、また建物低層部の崩壊による倒壊や、角地での被害が多く存在した。一方、火災での被害は少数で、発災後10日の間に台中県で11件、南投県で40件余りに留まった。
工業・商業地区の集中する台湾島北部への送電施設が被害を受けたため、経済活動の停止により大きな経済的損失が生じた。台湾の成長の原動力であるハイテク産業の中心、新竹も被害を受け、この年の経済成長を下方修正せねばならなかった。行政院主計処によれば、1999年10月18現在において、2920億NT$（新台湾ドル）のうち、家屋等の直接被害額が2304億NT$、製造業などの間接被害額は615億NT$に上った。
地震の原因となった断層付近は、比較的新しい時代にできた堆積層であった。しかも、断層の傾きが（特に地下部分で）緩やかな衝上断層で、断層の東側の地面が突き上げるように隆起した。そのため、地表地震断層に近いところ、特に斜面沿いでは、隆起した軟弱な地面が低い方に崩れ、地滑りが多発して多くの建物や道路などが被害を受けた。地面のスリップ方向調査で、南西から東北東までさまざまな方向の移動が観測されたことなどはこれを裏付けている。

## 台湾当局の対応

### 政府首脳
当時の台湾には「災害防救方案」（日本の災害対策基本法に相当）や、中華民国憲法の規定に基づく緊急命令などの法制度が存在していたが、抽象的な記載に留まっていた。発災直後、関係機関での調整を経ず、李登輝総統、連戦副総統、蕭万長行政院長らによるトップダウンで大方針が定められたことで、迅速な対応が可能になった。
発災から15分後、蕭行政院長ら主要幹部が「震災救援指揮センター（繁: 九ニ一地震中央處理中心）」に参集し、発災から40分後には「9項目の緊急援助策」を示した。内容自体は災害初動として基本的なものだが、短時間のうちに主要幹部が意思を統一し、各事項の担当官庁を明確にした点で評価される。
夜が明けて以降、李登輝・連戦・蕭万長とも被災状況を実地に視察し、同日夜（9項目の緊急援助策の指示から15時間後）、「15項目の緊急援助策」を指示。これにより、被災者への仮設住宅・金銭的支援・軍の動員などの応急対策が迅速に進められることとなった。
翌9月22日、南投県中興新村に連戦副総統を責任者とした「震災救援指導センター（繁: 九ニ一地震救災督導中心）」が設置された。
当局批判の高まりに対し、9月25日、応急段階から被災者の生活再建、インフラ等の復旧対策に移行する際、翌2000年（民国89年）3月24日までの半年間を期限とした「総統緊急命令」が発令された。これにより立法院の承認なしで超法規的に用地収用・治安対策を行えるようになった。こうして、台湾式「中央主導型の復旧」が軌道に乗った。
9月27日、再建活動の推進のため、蕭万長行政院長を責任者とした「震災復興推進進委員会（繁: 九ニ一震災災後重建推動委員會）」が設置された。

### 軍
国防部（国防省に相当）は、発災43分後には救援命令を発し、午前4時までに各地で前線指揮所が立ち上げられた。
中華民国国軍は当時37万6000名の兵力を有していた。発災当初の時点で1万人を動員し、以降、発災後3週間で延べ30万人が動員された。救出活動から、仮設住宅設営、子供たちへの教育支援に至る軍の広範な活動は、被災者から好感を持って受け止められた。
中華民国では徴兵制が採られていたため（中華民国徴兵規則も参照）、有事における最大動員規模は人口の15%に到達するマンパワーを確保しており、かつ近代装備・組織によって、本地震においても民心の安定を含む災害対処に絶大な威力を発揮したと評価される。
一方、9月から10月にかけ中国大陸では人民解放軍が着上陸作戦を含む演習を複数行っており、災害対処活動のピーク時である10月1日には、蕭万長行政院長が東沙諸島等の離島占拠に対し注意を発した。このため、中華民国軍は災害対処と平素の警戒態勢の同時並行のみならず、澎湖・金門・馬祖（いわゆる離島地区/外島地区）における態勢を強化した。

## 国際的な支援
9月24日、台湾の胡志強外交部長は83か国からの弔意・激励、21の国・組織からの緊急援助隊派遣に感謝の意を示した。しかし、中華人民共和国（中国）が一つの中国原則の下、各国の支援には中国の同意が必要と表明し、台湾が中国の一部であることを主張していることに対し、胡は「火事場泥棒」の表現を用い、強く非難した。

### 救援
大地震が発生した21日、日本政府は国連人道問題調整事務所の要請により、百人規模の国際緊急援助隊を派遣することを決定した。同日夜、日本の国際緊急援助隊第一陣77名（うち先遣隊6名）が最初に台湾入りし、台北県の災害現場に急行した。22日午前には、第二陣35名が派遣され、また第一陣は台湾中部へ移動した。同日には米露豪など各国の緊急援助隊が相次いで到着し、活動を開始した。
米国のクリントン大統領は、日本や中国に先駆けて哀悼の意と支援の声明を発表している。
各国から派遣された緊急救助隊の規模
-  日本 - 145人
-  アメリカ - 93人
-  ロシア - 73人
-  スイス - 40人
-  シンガポール - 39人
-  トルコ - 36人
-  スペイン - 28人
-  ドイツ - 21人
-  大韓民国 - 16人
-  中華人民共和国（香港） - 16人
-  オーストリア - 10人
-  タイ - 9人
-  メキシコ - 8人
-  イギリス - 6人
-  チェコ - 6人
-  オーストラリア - 5人
-  カナダ	 - 2人
-  国際連合 - 6人

## 記念
- 2000年（民国89年）から毎年9月21日は防災日となった[37]。
- 九二一地震教育園区（台中市霧峰区）
- 台湾で郵便事業を行っている中華郵政は、2000年9月21日に地震1周年記念切手3種（5元、12元、25元）を発行しているが、そのうち12元切手には日本から派遣された救助隊員が描かれている[38]。

## 日本との関わり

### 救援活動
先述の通り、日本の国際緊急援助隊は最大規模かつ最初に到着しており、このことに加え、被災者・遺族への礼節ある態度は、台湾現地でも大きな好感をもって報じられた。9月24日、日本語が堪能な李登輝総統は捜索現場を視察し、日本隊の隊員一人ひとりに日本語で感謝を伝えた。
26日の余震直後、台湾当局は日本隊の帰国延期を要請し、日本隊は台北での活動を継続した。しかしその後、派遣継続の要請を取り消したため、日本隊の救助チームは9月28日に全員帰国し、医療チームも10月5日で活動を終了した。
迅速な派遣の背景には、9月21日午前5時時点で外務省担当者が協議し、7時には警察庁、消防庁、海上保安庁へ派遣を要請し、各庁は派遣メンバー速やかに決定して羽田空港周辺に待機させていたことがある。台湾側が21日午後14時半（日本時間）国連人道問題調整事務所に派遣を求め、同事務所から日本が要請を受け、派遣が形式的かつ正式に決定したが、この間にも外務省は日本台湾交流協会を通じて派遣の意向を伝えつつ、航空券の手配などの準備を進めていた。
その後も、民間の団体による支援が継続された。

### 日本人犠牲者
仕事で滞在していた50代男性と、台湾人男性と婚姻した30代女性の計2名が、ともに9月25日、それぞれ遺体で発見された。

### 仮設住宅の提供
衆議院議員の小池百合子（当時自由党所属）の働きかけを通じ、日本政府は9月29日に阪神淡路大震災で使用された仮設住宅1000戸の提供（輸送経費は日本政府負担）を発表した。

### 金銭的支援
日本政府は9月21日夕、50万ドルの緊急無償援助を行った。
この他、地方自治体や民間団体から、日本赤十字社や日本台湾交流協会等の国内団体を通じ又は台湾の団体・個人に対して、見舞金・義援金が送られた。1999年当時において、以下の例がある。
地方自治体、団体
- 日本赤十字社：約17億5000万円（1999年11月15日現在）[48]
- 日本財団：3億円[45]
- 兵庫県：2億4805万1081円（1999年12月29日現在）→台湾当局の外郭団体九二一震災重建基金会（中国語版）へ[49]

個人
- 王貞治：200万円→連戦副総統へ[50]

その他
- ジュディ・オング呼びかけによるチャリティーコンサート（11月16日開催、谷村新司、SHAZNA、TRFら25組が出演）：3000万円→台湾紅十字会へ[51]

### 政治家の訪台
1999年（民国88年/平成11年）11月12日、東京都の石原慎太郎知事は記者会見で、翌13日から訪台し被災地を視察することを明らかにした。石原と長年の親交がある李登輝総統の招請によるものだったが、この記者会見まで都庁内で事前に知っていた幹部職員はおらず、急な発表への憶測を招いた。
11月13日、日華断交後の都知事として初めて訪台した石原は、台中県を視察し、現地台湾の新聞各紙の多くが一面トップで報じた。11月14日付読売新聞は、「背景に李登輝の対日関係強化戦略があるのは明らかだ」と指摘し、「日台の公的交流の実情の格上げを図ったとみられる」と分析した。これに対し小渕恵三首相は、東京都の持つ技術・ノウハウを提供するための人道的な訪問であると強調した。
14日夜、石原と李登輝は台北の総統官邸で晩餐を含み3時間にわたって会談した。石原は訪台理由について「地震状況への関心からだ」と復興協力を強調した一方で、「中華民国」の名称を挙げ、また馬英九台北市長との会談でも「首都と首都の交流」と述べる等、一つの中国問題に関し中華人民共和国に配慮せずに発言した。
台湾紙では石原の訪問を歓迎する論調である一方、中国や香港紙は激しい非難の記事を掲載した。

## 影響

### 台湾総統選
本地震発生時、約半年後の翌2000年（民国89年）3月に中華民国総統選挙を控えていた。7月に李登輝総統が示した「特殊な国と国の関係」発言（二国論）によって悪化した「中台関係」に加え、救助・復旧に対する世論の不満から「震災復旧対策」が選挙の争点に浮上した。
11月に総統選が告示され、地震による運動自粛が解除された。

### 台湾高速鉄道
台湾高速鉄道（繁: 台灣高速鐵路)
は、本地震発生時、鉄道システムの決定を3か月後の12月に控えていた。去る1997年（民国86年）に行われた経営会社の入札では欧州連合（仏独）が落札した。しかし、1998年（民国87年）6月に独ICEがエシェデ鉄道事故（死者101人）を起こし、安全面の不安が表面化する。さらに本地震によって台湾における地震災害のリスクが顕在化した。こうして、日本の新幹線システム採用の機運が高まった。
1999年（民国88年）12月、台湾高鉄社長の劉国治は日本の新幹線技術採用を発表した際「（引用註：新幹線には）地震などの災害に対する優れた安全対策がある」と述べた。

### ハイテク産業
前述の通り、送電施設の被災により、新竹等のハイテク工業地域も生産活動の停止を余儀なくされた。
新竹での生産活動は10月5日に完全復旧に至ったが、半導体や液晶パネル等のコンピューター関連部品の供給や、日米大手メーカーの完成品組み立てを受注しており、世界的なコンピュータ機器生産への影響が懸念された。
実際に、台湾メーカーに生産が委託されていたメモリの不足から、ポケットモンスター 金・銀の初回出荷数が180万本となり、予約数240万本を大きく下回ることとなった。

### 東日本大震災
2011年（民国100年/平成23年）3月に発生した東日本大震災では、台湾から総額253億円もの義援金が日本に贈られた。台湾からの莫大な金銭的支援に関連して、2011年当時の台北駐日経済文化代表処代表である馮寄台は、本震災における日本からの救援隊派遣・物資支援により「台湾の復興を応援してくれた」ことを、台湾人が忘れていないと述べた。
本震災に際し、日本財団会長の曽野綾子が訪台した際、李登輝総統（当時）は将来日本で何か起これば、真っ先に駆けつけるのは台湾の救助隊であると約束した。東日本大震災発生後、台湾当局は日本台湾交流協会を通じて救助隊の派遣を申し出たが話がまとまらず、山梨県甲府市のNPOとの交渉により、救助隊を自力で被災地に向かわせ、発災2日後の3月13日に台湾救助隊の第一陣が成田空港に到着した。しかし、中国や韓国の救助隊も到着しており、台湾救助隊は「台湾からの救助隊を迎え入れる準備ができない」と外務省に言われ、活動ができなかった。
このことについて李登輝は「なぜ、当時の日本政府は台湾の救助隊を受け入れることを躊躇したのか。『台湾は中国の一部』とする中国共産党の意向を気にしたとされる。日本の台湾に対する気持ちはその程度のものだったのかと残念に思った。日本に何かあれば、台湾の救助隊がいちばんに駆けつけるという曽野氏との約束を果たせなかったことは、私にとって生涯の痛恨事である」と心情を吐露している。

## 題材とした作品
映画
生命 希望の贈り物 - 2003年制作、台湾のドキュメンタリー映画、呉乙峰監督。